# Fever Crumb (bokserie)
Fever Crumb är en science fiction-bokserie med inslag av fantasy, steampunk och postapokalyptisk fiktion. Böckerna är skrivna av Philip Reeve och utgivna av förläggaren Scholastic mellan åren 2009 och 2011.